# 廖國遴
廖國遴（16世紀—17世紀），字孟符，湖廣長沙府長沙縣人，明朝政治人物。

## 生平
廖國遴是崇禎六年（1633年）癸酉科湖廣鄉試第三十四名舉人，崇禎十年（1637年）成進士，授揚州府推官，向撫按糾察宦官楊顯名惡行，令對方收斂。崇禎十二年（1639年）主應天鄉試，堪稱得士。不久調任保定府，修繕被破壞的城牆、籌集糧餉賑災煮粥救活饑民。十五年升任戶科給事中，推薦劉宗周、鄭三俊、熊開元，上陳的奏疏都獲頒行；熊開元廷劾周延儒，周延儒以事牽廖國遴，誣陷他入獄。崇禎十七年（1644年）獲釋，北京城破後南歸，被大西將領李定國責罵誤公懷私，遇害而死。

## 著作
廖國遴著作豐富，但皆毀於兵火，只有《別魚先生》一詩流傳。

## 家族
曾祖廖良魁，祖父廖兴贤，父廖臣。